# Benny Grant
Benny Grant (Owen Sound, 14 luglio 1908 – 30 luglio 1991) è stato un hockeista su ghiaccio canadese, professionista nella NHL.
Nella NHL ha disputato 52 partite complessive, giocando per i New York Americans, i Toronto Maple Leafs, e i Boston Bruins.